# Rathaus Landsberg

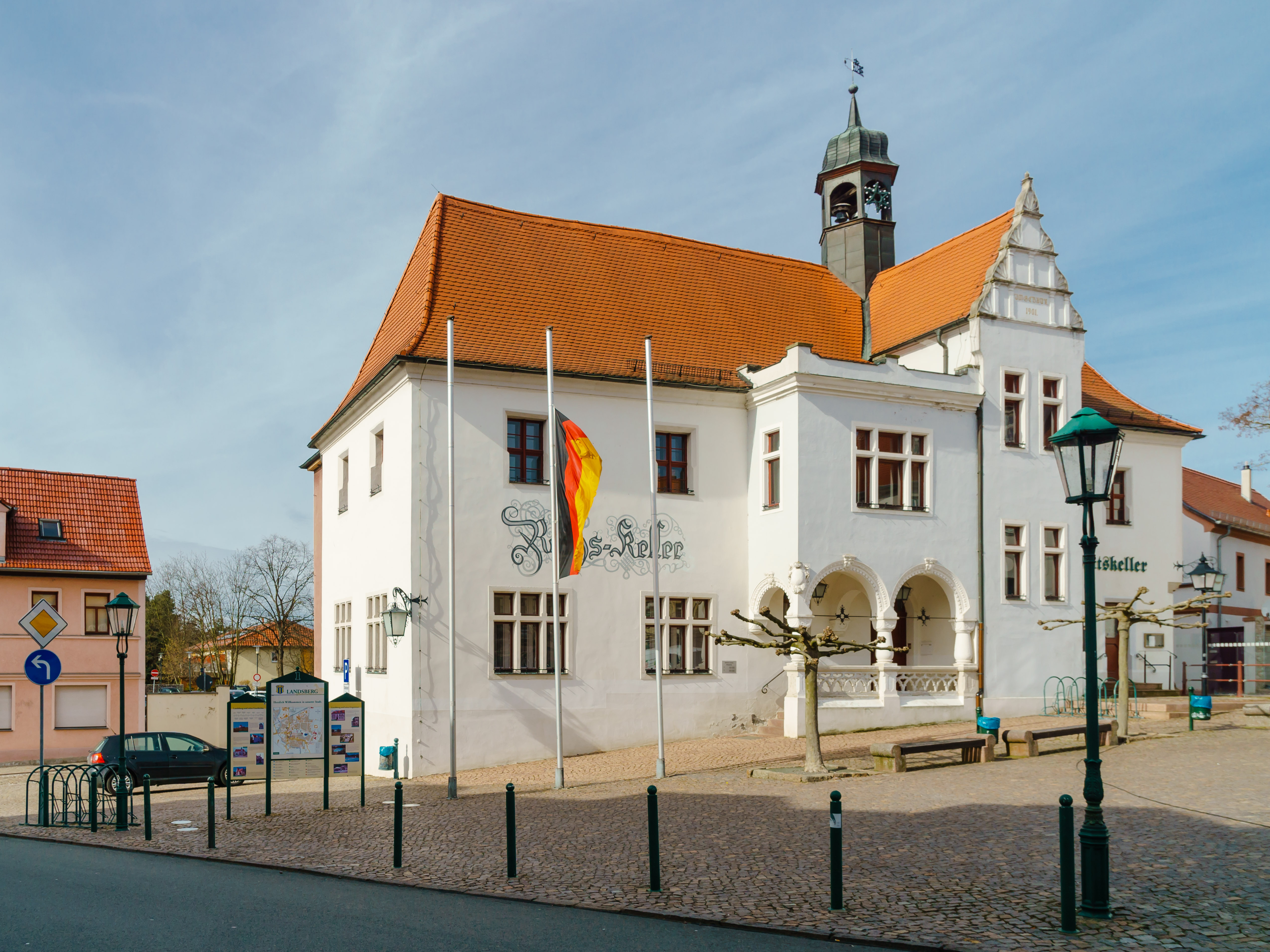
Rathaus von Landsberg

Das Rathaus Landsberg ist ein denkmalgeschütztes Bauwerk in der Stadt Landsberg in Sachsen-Anhalt. Im örtlichen Denkmalverzeichnis ist es unter der Erfassungsnummer 094 55201 als Baudenkmal verzeichnet und Teil des Denkmalbereichs mit der Erfassungsnummer 094 55190.

## Geschichte
Nachdem das vorherige Rathaus im Jahr 1683 bei einem Stadtbrand den Flammen zum Opfer gefallen war, entstand das Rathaus im selben Jahr als Neubau. 1901 erfolgte der letzte größere Umbau des Gebäudes. 2018 wurde es von Teilen der Stadtverwaltung genutzt.

## Lage
Das Rathaus steht an der Westseite des Marktplatzes, unter der Adresse Markt 1. Auf dem Marktplatz steht eine der wenigen noch erhalten gebliebenen kursächsischen Postmeilensäulen.